# Belozerskij rajon (Oblast' di Kurgan)
Il Belozerskij rajon (in russo Белозерский район?) è un rajon dell'Oblast' di Kurgan, nel Bassopiano della Siberia occidentale; il capoluogo è Belozerskoe. Istituito nel 1924, ricopre una superficie di 3.420 chilometri quadrati.